# Cabañes de Esgueva
Cabañes de Esgueva ist ein nordspanischer Ort und eine Gemeinde (municipio) mit nur noch 149 Einwohnern (Stand: 2024) im Süden der Provinz Burgos in der Autonomen Gemeinschaft Kastilien-León.

## Lage und Klima
Der Ort Cabañes de Esgueva liegt im Tal des Río Esgueva in einer Höhe von etwa 905 m. Die Stadt Burgos liegt knapp 65 km (Fahrtstrecke) in nördlicher Richtung entfernt; die nächstgelegene Stadt ist Aranda de Duero (ca. 26 km südöstlich). Das Klima im Winter ist oft rau, im Sommer dagegen meist gemäßigt und warm; Regen (ca. 485 mm/Jahr) fällt überwiegend im Winterhalbjahr.

## Bevölkerungsentwicklung
| Jahr      | 1857 | 1900 | 1950 | 2000 | 2017 |
| Einwohner | 588  | 791  | 550  | 268  | 169  |

Die Mechanisierung der Landwirtschaft und die Aufgabe bäuerlicher Kleinbetriebe führten seit den 1950er Jahren zu einem Mangel an Arbeitsplätzen und einem deutlichen Rückgang der Einwohnerzahlen (Landflucht).

## Wirtschaft
In früheren Zeiten war Cabañes de Esgueva ein sich selbst versorgendes Bauerndorf im fruchtbaren Esgueva-Tal. Die Feldarbeit wird heute von nur wenigen Bauern verrichtet; einige Häuser werden im Sommer als Ferienwohnungen (casas rurales) vermietet.

## Geschichte
Aus keltischer, römischer, westgotischer und islamischer Zeit wurden bislang keine Zeugnisse gefunden. Im 8. und frühen 9. Jahrhundert befand sich die Gegend unter islamischem Einfluss, doch wurde das Gebiet wegen des ungewohnt rauen und regnerischen Klimas von den Berbern weder dauerhaft besiedelt noch verteidigt. Ende des 9. Jahrhunderts erhielt der kastilische Graf Diego Rodríguez Porcelos von König Alfons III. von Asturien den Auftrag zur Wiederbesiedlung (repoblación) des entvölkerten Landes.

## Sehenswürdigkeiten

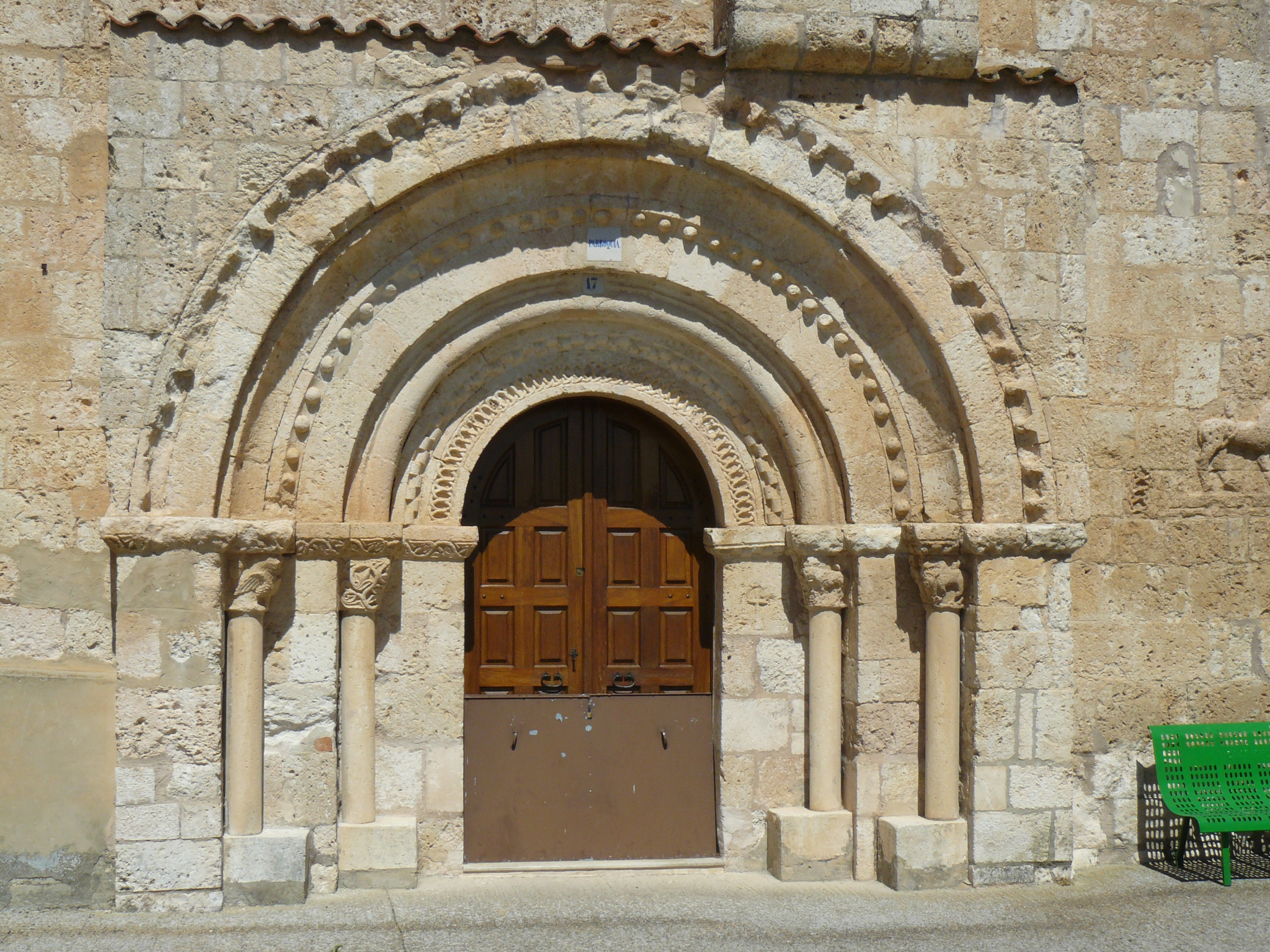
Romanisches Portal

- Die ursprünglich aus dem 12. Jahrhundert stammende Iglesia de San Martín de Tours steht etwas erhöht an einem Berghang. Sie wurde im 16. Jahrhundert weitgehend neugebaut; vom Ursprungsbau blieb lediglich das romanische Archivoltenportal auf der Südseite erhalten. Der Portalbogen zeigt ein Motiv aus sich gegenseitig überschneidenden Schnüren und ein Röllchenfries; die zweite Archivolte ist von einem Wulst verdeckt, aber die mittlere Archivolte zeigt einen Kugelstab und die äußere wird von einem Kehlprofil gebildet. Die auf kleinen Säulen ruhenden Kapitelle zeigen unter anderem Fabelwesen und Rankenwerk. Das Kirchenschiff wird von einem spätgotischen Rippengewölbe überspannt; in einer Ecke steht ein figürlich gestaltetes romanisches Taufbecken.
- In der Außenwand rechts des Portals befindet sich ein Hochrelief mit der Darstellung eines mit einem Löwen kämpfenden Mannes.
- In den Berghang sind im 17./18. Jahrhundert mehrere Felsenkeller (bodegas) hineingetrieben worden.